# Robe de Tarkhan
La robe de Tarkhan, qui doit son nom au cimetière de Tarkhan, au sud du Caire, en Égypte, où elle a été déterrée en 1913, est un vêtement en lin plissé vieux de plus de 5 000 ans qui a été confirmé comme la plus ancienne pièce de vêtement féminin au monde,.
La robe codée UC28614B1 fait actuellement partie de la collection du musée Petrie d'archéologie égyptienne (University College de Londres (UCL)). Une datation par le carbone 14 en 1978 a permis de dater l'objet aux alentours de 2362 avant notre ère, bien qu'un autre test effectué en 2015 par l'Université d'Oxford affirme, avec une précision de 95 %, que la robe date de 3482 à 3102 avant notre ère.

## Découverte
La robe a été découverte en 1913 au cours de la deuxième saison des fouilles de Sir Flinders Petrie dans la nécropole de Tarkhan. Au cours des fouilles du mastaba 2050, la robe et d'autres linges à l'extérieur du mastaba, que l'on pense avoir été jetés plus tard dans l'Antiquité, ont été ensablés, préservant ainsi les objets. Le linge fut envoyé à l'University College de Londres  pour analyse, où il est resté intact pendant 65 ans.
La robe a été redécouverte en 1977 par des conservateurs du Victoria and Albert Museum qui triaient et nettoyaient des « chiffons funéraires ».

## La robe
Le corps principal de la robe était une pièce droite de soixante-seize centimètres de large. L'ourlet de la robe est manquant, ce qui laisse la longueur originale inconnue,.